# NGC 200
NGC 200 est une galaxie spirale barrée située dans la constellation des Poissons. NGC 200 a été découverte par l'astronome germano-britannique William Herschel en 1790.

## Caractéristiques
Sa vitesse par rapport au fond diffus cosmologique est de 4 805 ± 24 km/s, ce qui correspond à une distance de Hubble de 70,9 ± 5,0 Mpc (∼231 millions d'al).
À ce jour, 11 mesures non basées sur le décalage vers le rouge (redshift) donnent une distance égale à 67,391 ± 5,710 Mpc (∼220 millions d'al), ce qui est à l'intérieur des valeurs de la distance de Hubble.
La classe de luminosité de NGC 198 est II-III et elle présente une large raie HI.

## Groupe de NGC 182
NGC 200 ainsi que les galaxies NGC 182, NGC 194 et NGC 198 forment le groupe de NGC 182.